# Samba da benção
Samba da benção è un brano musicale scritto da Baden Powell su testo di Vinícius de Moraes e pubblicato nel 1967 nella raccolta Vinícius.
Il brano, insieme a Para uma menina com uma flor fu incluso nella colonna sonora del film del 1966 Un uomo, una donna (Un homme et une femme) di Claude Lelouch che vinse il Festival di Cannes e l'anno successivo Premio Oscar nella categoria Miglior film straniero. 

## Versione in italiano
Nel 1969 ne fu realizzata una versione con il testo italiano di Sergio Bardotti col titolo Samba delle benedizioni che fu inserito nell'album La vita, amico, è l'arte dell'incontro, un disco realizzato su testi di Vinicius e Sergio Bardotti.